# Vườn quốc gia Các hồ Waterton
Vườn quốc gia Các hồ Waterton là một vườn quốc gia nằm ở góc tây nam của tỉnh Alberta, Canada, và giáp Vườn quốc gia Glacier ở Montana, Hoa Kỳ. Waterton là vườn quốc gia thứ tư của Canada, được thành lập vào năm 1895 và được đặt tên sau theo Hồ Waterton, lần lượt sau khi nhà tự nhiên học Victoria và nhà bảo tồn học Charles Waterton tới đây. Vườn quốc gia này có diện tích 505 km 2 (195 sq mi) là khu vực tự nhiên và núi đá gồ ghề.
Điều hành bởi cơ quan Công viên Quốc gia Canada trực thuộc Chính phủ Canada, Waterton mở vào tất cả các khoảng thời gian trong năm, nhưng mùa du lịch chính là trong tháng 7 và tháng 8. Chỉ cơ sở thương mại có sẵn trong công viên được đặt tại khu du lịch Waterton. Phạm vi vườn quốc gia này thay đổi từ 1.290 mét (4.232 ft) tới 2,910 m (9,547 ft) tại Núi Blakiston. Nó tạo ra nhiều con đường mòn danh lam thắng cảnh, trong đó có Đường mòn Hồ Crypt. Trong giai đoạn 2011/2012, Vườn quốc gia Các hồ Waterton đã có 400.520 khách tham quan.
Địa danh này cũng là chủ đề của một bộ phim ngắn được sản xuất vào năm 2011 của Dự án công viên quốc gia (National Parks Project), của đạo diễn Peter Lynch và ghi bàn của Cadence Weapon, Laura Barrett và Mark Hamilton.
Người dẫn chương trình truyền hình người Mỹ David Letterman trong chương trình phỏng vấn với Melissa McCarthy vào thứ 2 ngày 24 tháng 6 năm 2013 tập phim Late Night with David Letterman đã nhắc tới vườn quốc gia này. Trong một cuộc phỏng vấn với Melissa McCarthy, ông đã nói với cô ấy ", khi bạn đi đến Montana, bạn phải đi qua phía Bắc Glacier... và sau đó sẽ tới được Vườn quốc gia Waterton, một phần của Công viên hòa bình quốc tế Waterton-Glacier. Đó là cảnh quan tuyệt đẹp" Các báo giá được bao phủ bởi nhiều hãng tin Canada.

## Hình ảnh

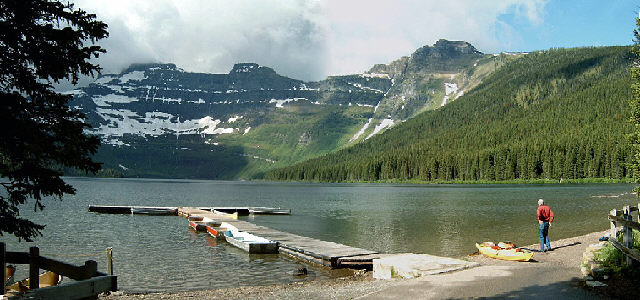
Hồ Cameron
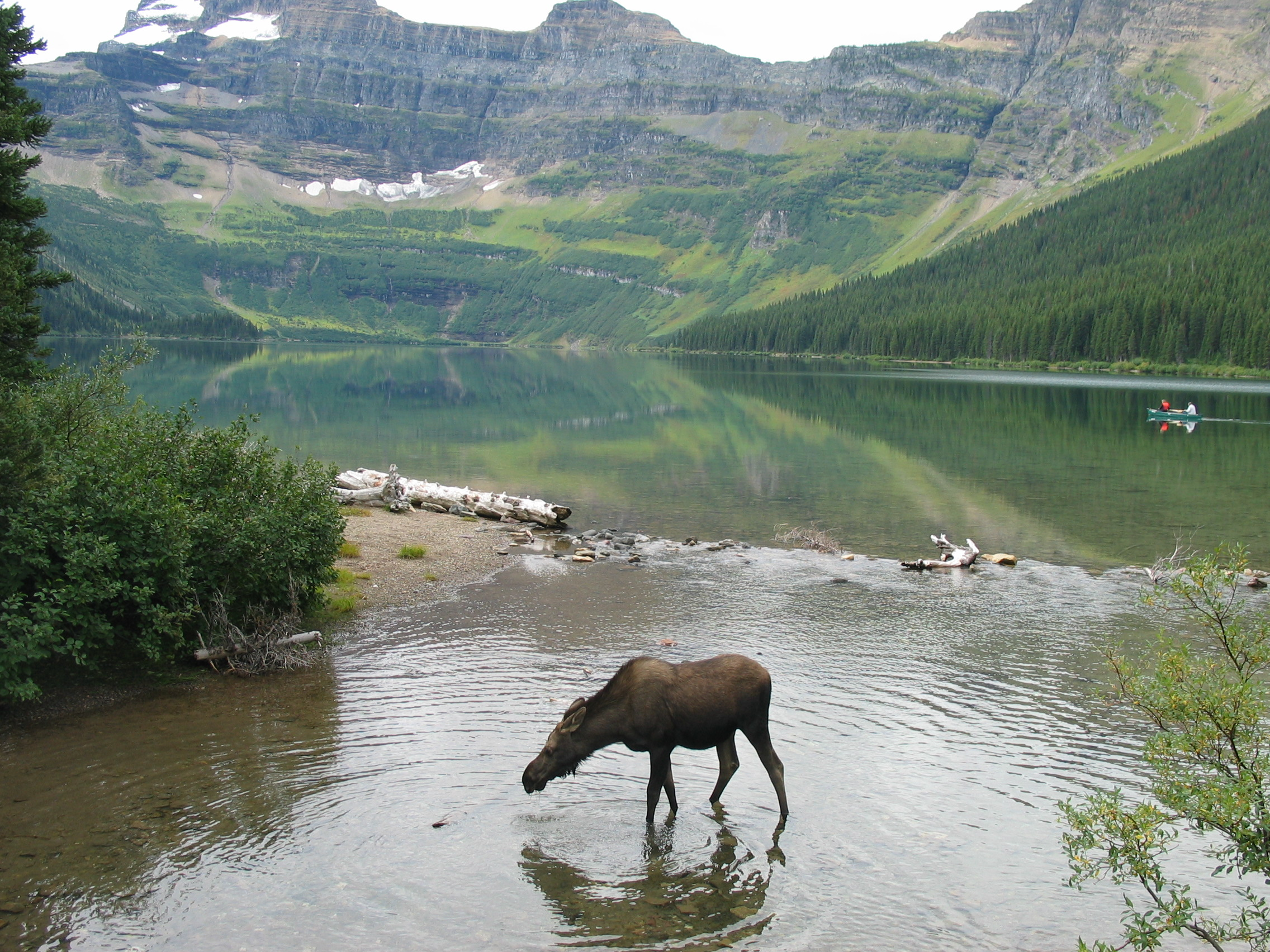
Nai sừng tấm tại Hồ Cameron
Quan sát từ đường mòn Hồ SummitQuan sát từ đường mòn Hồ Summit
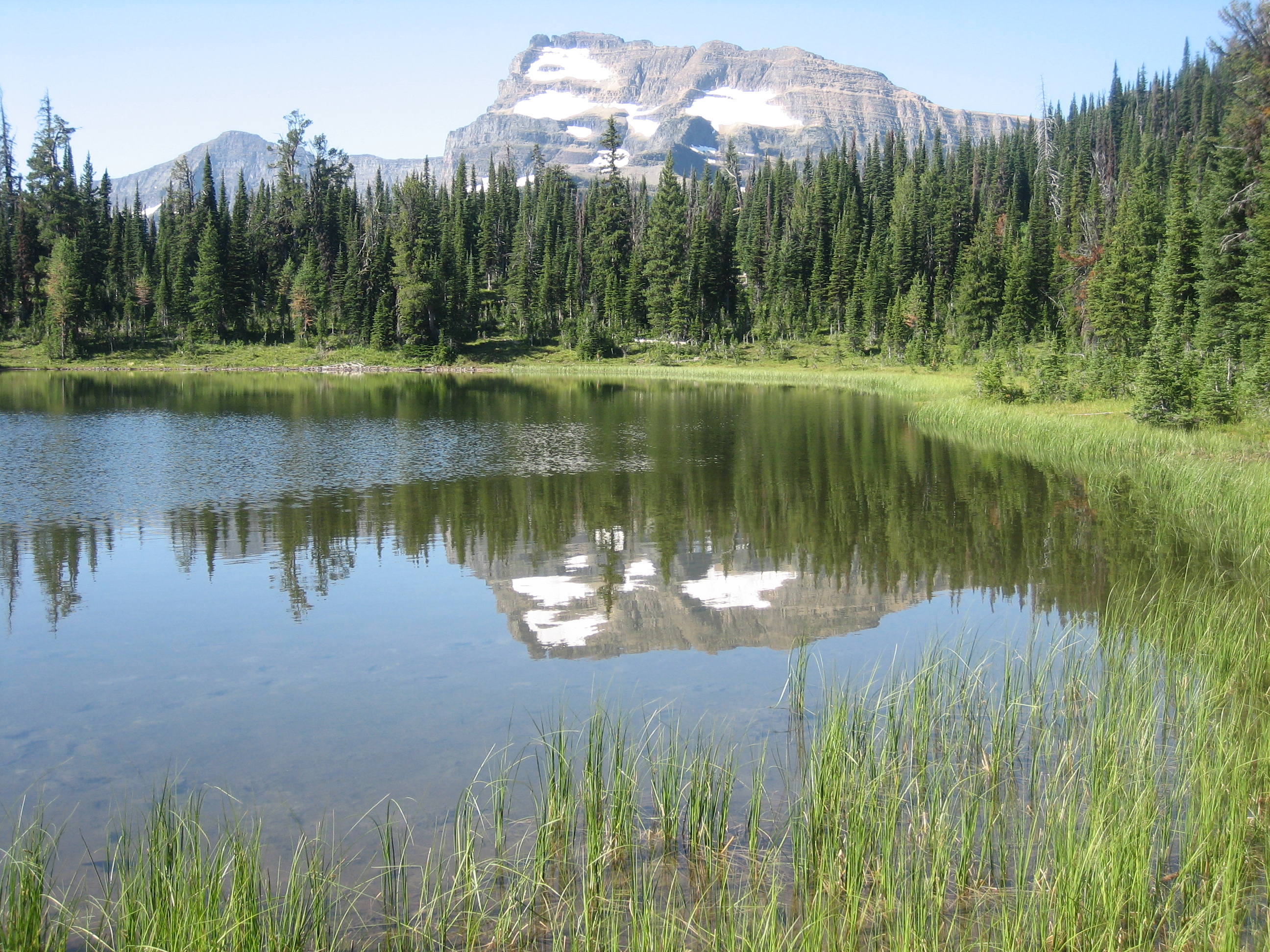
Hồ Summit
Bức tranh toàn cảnh lấy từ Khách sạn Hoàng tử xứ WalesBức tranh toàn cảnh lấy từ Khách sạn Hoàng tử xứ Wales
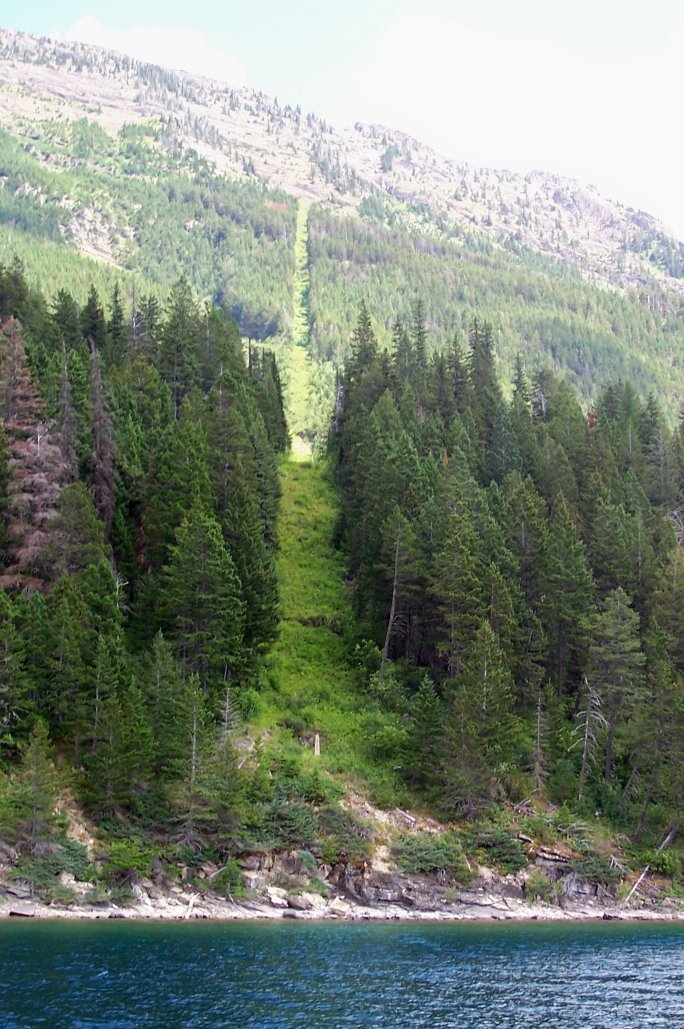
Hồ Waterton
Khách sạn Hoàng tử xứ Wales tại Vườn quốc gia Các hồ Waterton Khách sạn Hoàng tử xứ Wales tại Vườn quốc gia Các hồ Waterton
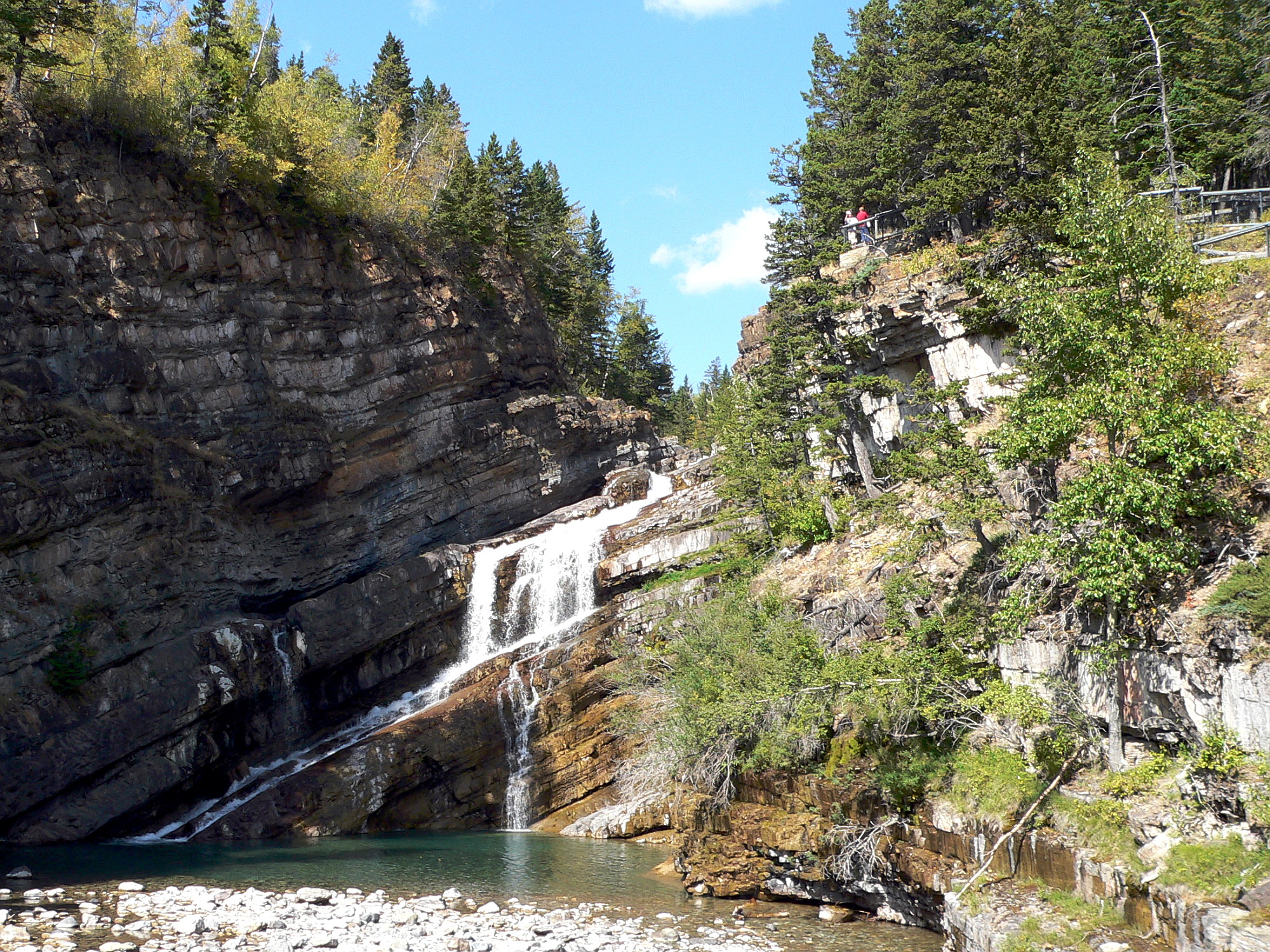
Thác nước Cameron
- Hẻm núi Red Rock
- Bãi biển trong Công viên Waterton
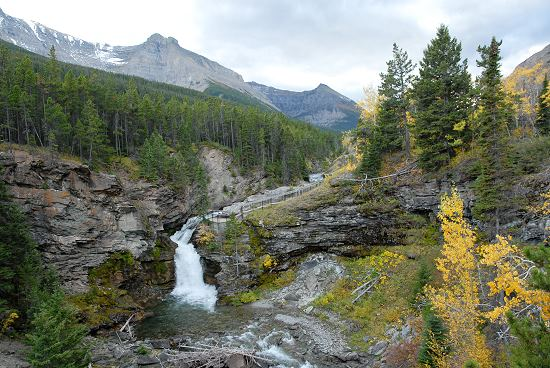
Blakiston Falls (upper)
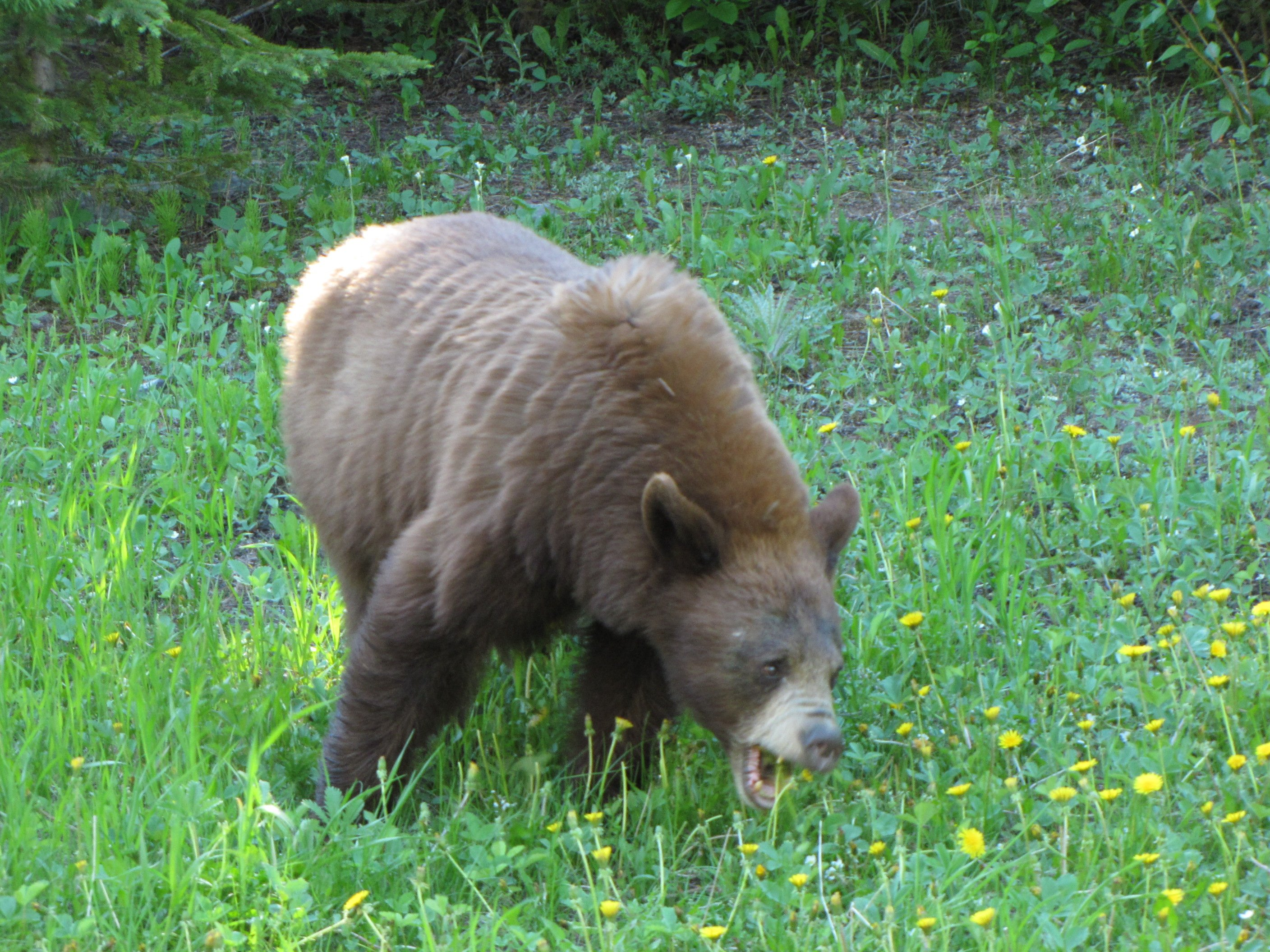
Gấu đen Bắc Mỹ
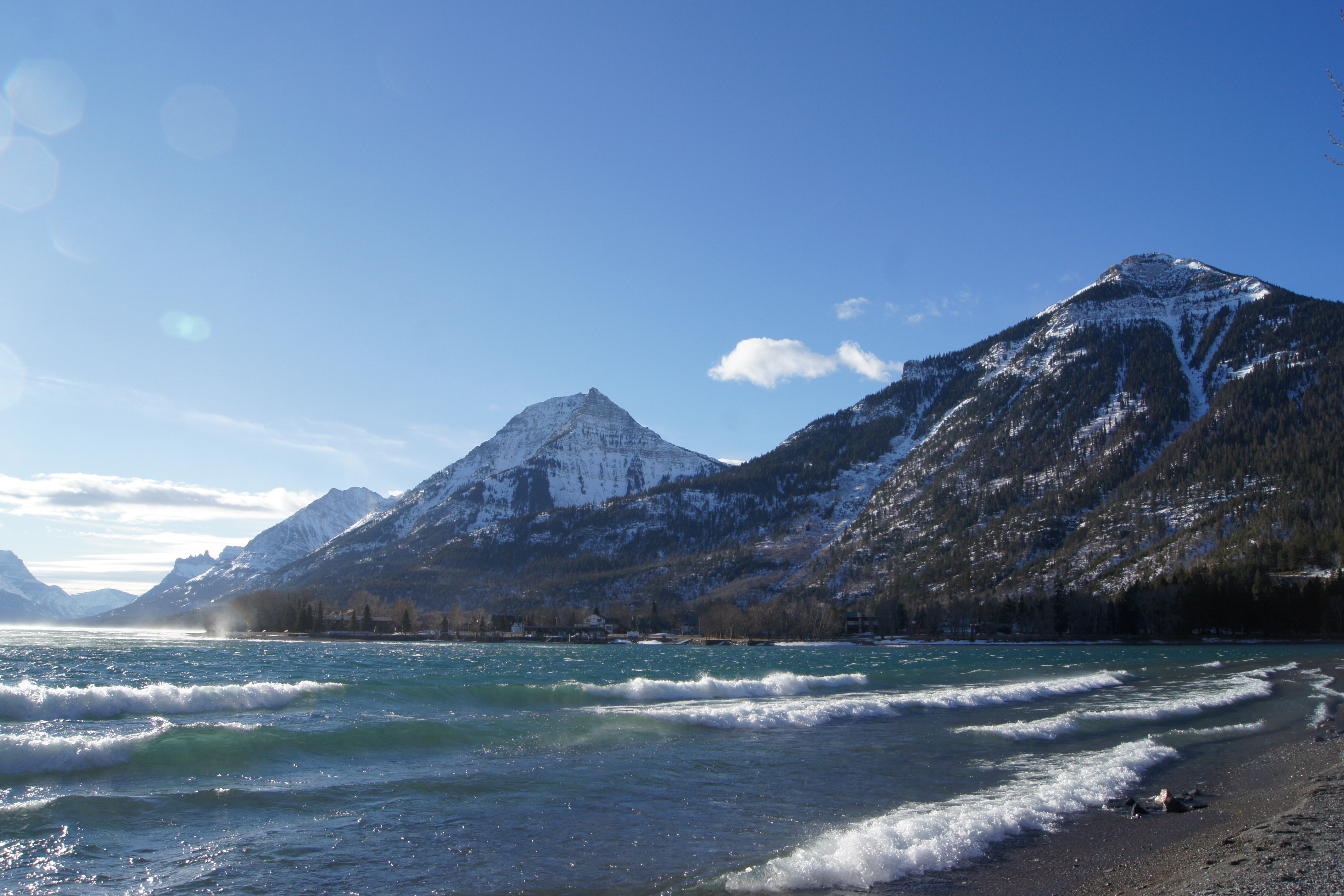
Quan sát các ngọn núi xung quanh Hồ Waterton.